# Zhuozhou
Zhuozhou (涿州 ; pinyin : Zhuōzhōu) est une ville de la province du Hebei en Chine. C'est une ville-district placée sous la juridiction de la ville-préfecture de Baoding.

## Démographie
La population du district était de 1 111 991 habitants en 1999, et celle de la ville de Zhuozhou de 109 390 habitants.